# Johannes Herolt
Johannes Herolt (* um 1380; † 1468 in Regensburg), genannt discipulus (lateinisch für „Schüler“) war Lektor und dominikanischer Prior in Nürnberg. Wichtigstes theologisches Werk ist eine in außerordentlich zahlreichen Handschriften überlieferte Sammlung von Predigten, die bis 1500 auch in 46 Drucken aufgelegt wurden.

## Ausgaben
- Discipulus de Eruditione christifidelium, omnibus predicare volentibus utilis cunctis fidei christianae cultoribus summe necessarius, cum thematibus sermonum dominicalium & cum tabula alphabetica. Cornelius von Zierickzee, Colonie 1509. Digitalisat
- Discipulus redivivus seu sermones dominicales quadragesimales et festivales. Druck Augsburg 1728.
  - urn:nbn:de:bvb:12-bsb10364018-1
  - urn:nbn:de:bvb:12-bsb10628848-2